# Josephus Thomas
Josephus Thomas, sierraleonski atlet, * 11. julij 1971.
Sodeloval je na atletskem delu poletnih olimpijskih igrah leta 1996, leta 2000 in leta 2004.
Thomas je trenutno pripadnik Kraljevega logističnega korpusa.
Njegov brat dvojček, Joselyn Thomas, je prav tako atlet v isti disciplini in tudi vojak.